# Sphaeroma rotundicaudum
Sphaeroma rotundicaudum är en kräftdjursart som beskrevs av Nunomura 2008. Sphaeroma rotundicaudum ingår i släktet Sphaeroma och familjen klotkräftor. Inga underarter finns listade i Catalogue of Life.